# St. Johannes der Täufer (Borg)

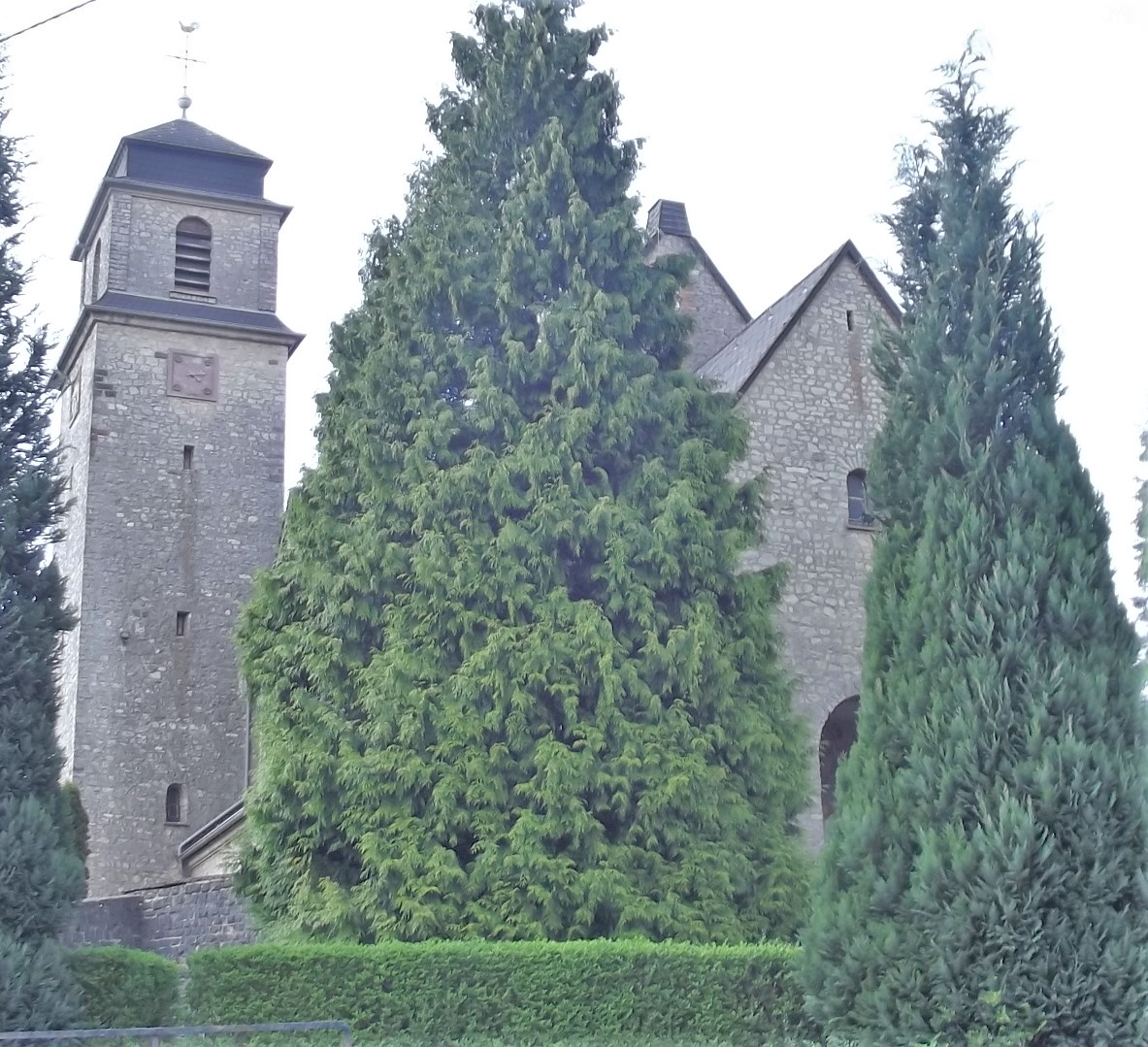
Die katholische Pfarrkirche St. Johannes der Täufer in Borg

Die Kirche St. Johannes der Täufer ist eine römisch-katholische Pfarrkirche in Borg, einem Ortsteil der Gemeinde Perl, Landkreis Merzig-Wadern, Saarland. Die Kirche trägt das Patrozinium von Johannes dem Täufer und ist in der Denkmalliste des Saarlandes als Einzeldenkmal aufgeführt.

## Geschichte
In einem Visitationsbericht der Pfarrei Perl aus dem Jahr 1569 wurde Borg als „Zubehör von Perla“ bezeichnet und nicht als Filiale, woraus geschlossen werden kann, dass zu diesem Zeitpunkt noch kein Sakralbau in dem Dorf stand. Nicht viel später wurde aber wohl ein Kirchengebäude errichtet, das Anfang des Jahres 1723 zu einer Pfarrkirche umgebaut und am 12. Juni 1723 durch Johannes Matthias, Episcopus Resmensis, suffr. Trev zu Ehren von Johannes dem Täufer konsekriert wurde. Nach 1728 erfolgte der Bau eines Kirchturms mit Spitzhelm. Im Jahr 1801 wurde die Pfarrei Borg dem Bistum Metz zugeordnet, kam aber im Jahr 1817 wieder an das Bistum Trier zurück.
Im Jahr 1820 wurde die Kirche um die Hälfte vergrößert und um einen Choranbau erweitert. Gegen Ende des 19. Jahrhunderts befand sich die Kirche und das Pfarrhaus in einem schlechten Zustand, der zur Folge hatte, dass es zwischen 1892 und 1898 keinen Pfarrer in Borg gab. Im Jahr 1918 begannen die Vorbereitungen für den Neubau der Kirche, der von 1921 bis 1922 nach Plänen von Josef Monz (Trier) erfolgte. Die feierliche Benedizierung konnte am 14. Mai 1922 vorgenommen werden. Die Konsekration durch den Trierer Weihbischof Antonius Mönch fand am 4. September 1924 statt.
Kurz nach Beginn des Zweiten Weltkrieges wurde am 19. September 1939 der Kirchturm gesprengt, wobei auch das Kirchenschiff zerstört wurde.
Ab dem Jahr 1948 erfolgte der Wiederaufbau der Kirche nach den Originalplänen. Für die örtliche Bauleitung zeichnete Architekt H. Ulrich (Perl) verantwortlich. Die Grundsteinlegung war am 3. Oktober 1948 vorgenommen worden, und am 17. Juni 1951 fand die Einsegnung der wieder errichteten Kirche durch Prälat Kammer, Domherr zu Trier statt. Am 16. November 1954 konnte schließlich die feierliche Konsekration durch den Trierer Bischof Matthias Wehr erfolgen.

## Ausstattung

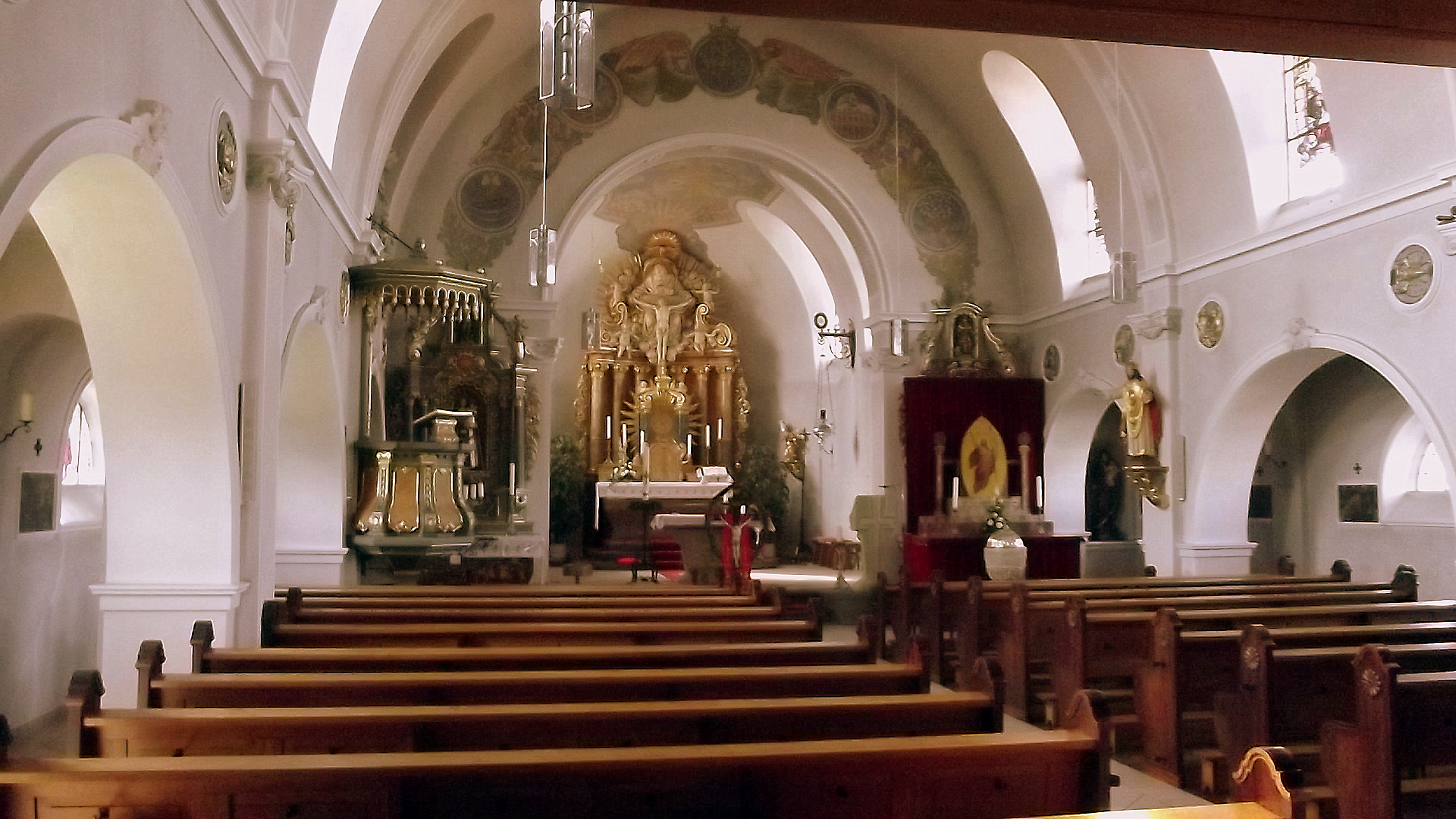
Blick ins Innere der Kirche

Zur Ausstattung der Kirche bzw. des Kirchenumfeldes gehören drei Barockaltäre, ein kelchförmiger Taufstein aus Sandstein mit Deckel samt Kreuz aus vergoldetem Eichenholz, der 1803 von Bildhauer Johann Bohr (Tünsdorf) geschaffen wurde, sowie ein 1819 ebenfalls von Bohr geschaffener Kreuzweg aus Sandstein außerhalb der Kirche, von dem 10 der 14 Stationen, wenn auch stark verwittert, heute noch erhalten sind. Weitere Ausstattungsgegenstände sind der 1997 angefertigte Altar von Joan Thimmel (Borg), und ein Kreuzweg von 1959. Die Ausmalung des Altarraums und des Triumphbogens erfolgte im Jahr 1956.
Anstelle einer ursprünglich vorhandenen, im Zweiten Weltkrieg verlorenen Weihnachtskrippe von Sebastian Osterrieder konnte im Jahre 1954 die ehemalige Krippe dieses Künstlers aus der Münchener Ludwigskirche käuflich erworben werden.